# Svealand
Svealand je središnja oblast od tri švedske oblasti i sastoji se od pokrajina: Dalarna, Närke, Södermanland, Uppland, Värmland i Västmanland. Oblast obuhvaća sveukupno 96 općina (2010.)
Svealand ima površinu od 91 098km². Broj stanovnika koji živi u ovoj oblasti iznosi 3 697 823 osobe (prosinac 2009).
Svealand kao i druge dvi oblasti Götaland och Norrland nemaju administrativno značenje ali se i pored toga ovi nazivi koriste svakodnevno, npr. za vremensku prognozu.
Jedno vrijeme je Gästrikland računat kao dio Svealanda. Åland je pripadao Svealandu sve do Mira u Fredrikshamnu 1809., kada je dodijeljen Rusiji.
Värmland se do 1815. godine smatrao kao dio Götalanda ali od tada postaje dio Svealanda.